# Islands
Islands — четвертий студійний альбом британського гурту King Crimson, який вийшов 3 грудня 1971 року. Islands — єдиний студійний альбом, який включає гастрольний склад 1971—1972-х років (Роберт Фріпп, Мел Коллінз, Боз Беррелл, Ян Уоллес). Це буде останній альбом перед тим, як вже зовсім нова група (за винятком Фріппа) запишуть трилогію Larks' Tongues in Aspic, Starless and Bible Black і Red між 1973—1974-ми роками. Також, це останній альбом, який містить тексти співзасновника Піта Сінфілда.
Альбом отримав неоднозначну реакцію критиків.

## Зміст
Гармонійна основа мелодії «The Letters» взята з пісні Giles, Giles and Fripp «Why Don't You Just Drop In», доступної на збірці The Brondesbury Tapes. Бридж-частина також взята з версії пісні King Crimson, виконаної оригінальним складом, яка називається просто «Drop In» і пізніше випущена на концертному альбомі Epitaph.

Текст пісні «Ladies of the Road» — це серія чоловічих сексуальних фантазій, що обертаються навколо «дівчат дороги», тобто групі. Автор тексту Пітер Сінфілд пізніше прокоментував пісню: 
…Кожен пише принаймні одну пісню групі. Ми не повинні. Але ми робимо. Це найкраща сексистська лірика всіх часів. Я не міг уявити, щоб хтось сприймав її надто серйозно, тому що в ті часи ви ще могли говорити такі речі, як «моя леді» з великої М і Л.
Оригінальна основа пісні «Prelude: Song of the Gulls» походить від пісні Giles, Giles і Fripp «Suite No. 1». Перший вініловий реліз альбому містить прихований трек. Наприкінці другої сторони є запис студійної балачки, за якою Фріпп говорить, серед інших речей:
…Що ми збираємося робити, ммм… зробимо це ще двічі, один раз із гобоєм, другий без нього, а потім… ми закінчуємо.
Це було включено до початкового випуску компакт-диска, але випадково було пропущено в перших версіях ремастера компакт-диска Definitive Edition 1989 року. Він був відновлений у всіх наступних перевиданнях і використовувався як «прогулянкова» музика для всіх шоу, починаючи з 2014 року.

## Обкладинка альбому
Оригінальна обкладинка альбому виданого у Сполученому Королівстві та в Європі зображує Потрійну туманність у Стрільці і не відображає ані назви групи, ані назви самого альбому. Оригінальна обкладинка альбому США та Канади (випущена компанією Atlantic) була білою картиною Пітера Сінфілда з кольоровими «острівцями» і використовувалася як внутрішній gatefold у Великій Британії. Коли каталог King Crimson був перевиданий EG, вони стандартизували обкладинку «Trifid Nebula» в усьому світі.

## Сприйняття
Альбом отримав неоднозначну реакцію критиків. У своєму поточному огляді, AllMusic назвав його «найслабшим студійним альбомом Crimson з їхньої першої ери», що «є лише справжнім розчаруванням у зв'язку з надзвичайно високою якістю попередніх зусиль групи». All About Jazz описав альбом як «добре продуману, неймовірно виконану та ідеально послідовну колекцію», і похвалив Фріппа за використання «більш витонченої джазової мови» в рок-контексті.

## Композиції
1. Formentera Lady — 10:18
2. Sailor's Tale — 7:29
3. The Letters — 4:28
4. Ladies of the Road — 5:31
5. Prelude: Song of the Gulls — 4:14
6. Islands — 11:51

## Учасники запису
- Роберт Фріпп — гітара, мелотрон, фісгармонія (6)
- Пітер Сінфілд — слова пісень, дизайн та малювання обкладинки
- Мел Коллінз — саксофони, флейта, бас-флейта (6), бек-вокал
- Ян Уоллес — ударні, перкусія, бек-вокал
- Боз Беррелл — бас, основний вокал та ін.